# Trans Mara (huyện)
Huyện Trans Mara là một huyện thuộc tỉnh Rift Valley ở Kenya. Theo điều tra dân số ngày 24 tháng 8 năm 1999, huyện này có dân số 170591 người. Huyện Trans Mara có diện tích 2846 km². Huyện lỵ đóng tại Kilgoris.